# Nokra Desēt
Nokra Desēt är en ö i Eritrea.   Den ligger i regionen Norra rödahavsregionen, i den nordöstra delen av landet, 110 km öster om huvudstaden Asmara. Arean är 6,5 kvadratkilometer.
Terrängen på Nokra Desēt är mycket platt. Öns högsta punkt är 21 meter över havet. Den sträcker sig 4,0 kilometer i nord-sydlig riktning, och 3,2 kilometer i öst-västlig riktning.